# نروژین پراپرتی
نروژین پراپرتی (انگلیسی: Norwegian Property) شرکت املاک و مستغلات نروژی است، که در سال ۲۰۰۶ تأسیس شد.